# Grenier (région)
Pour les articles homonymes, voir Grenier (homonymie) et Grenier à blé.

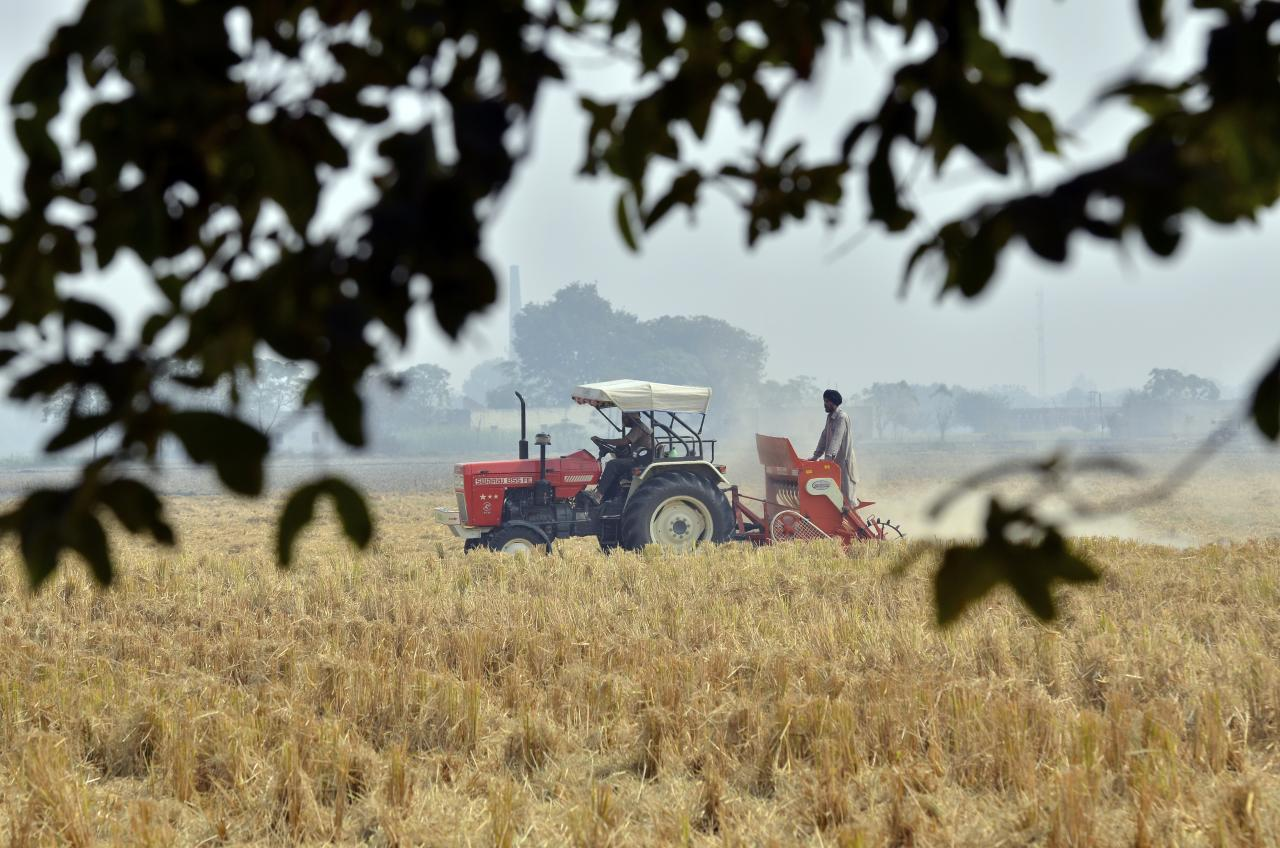
Implantation de blé par semis direct sur chaumes de riz (au premier plan) sans brûlage préalable dans le Pendjab. Inde, 2011.

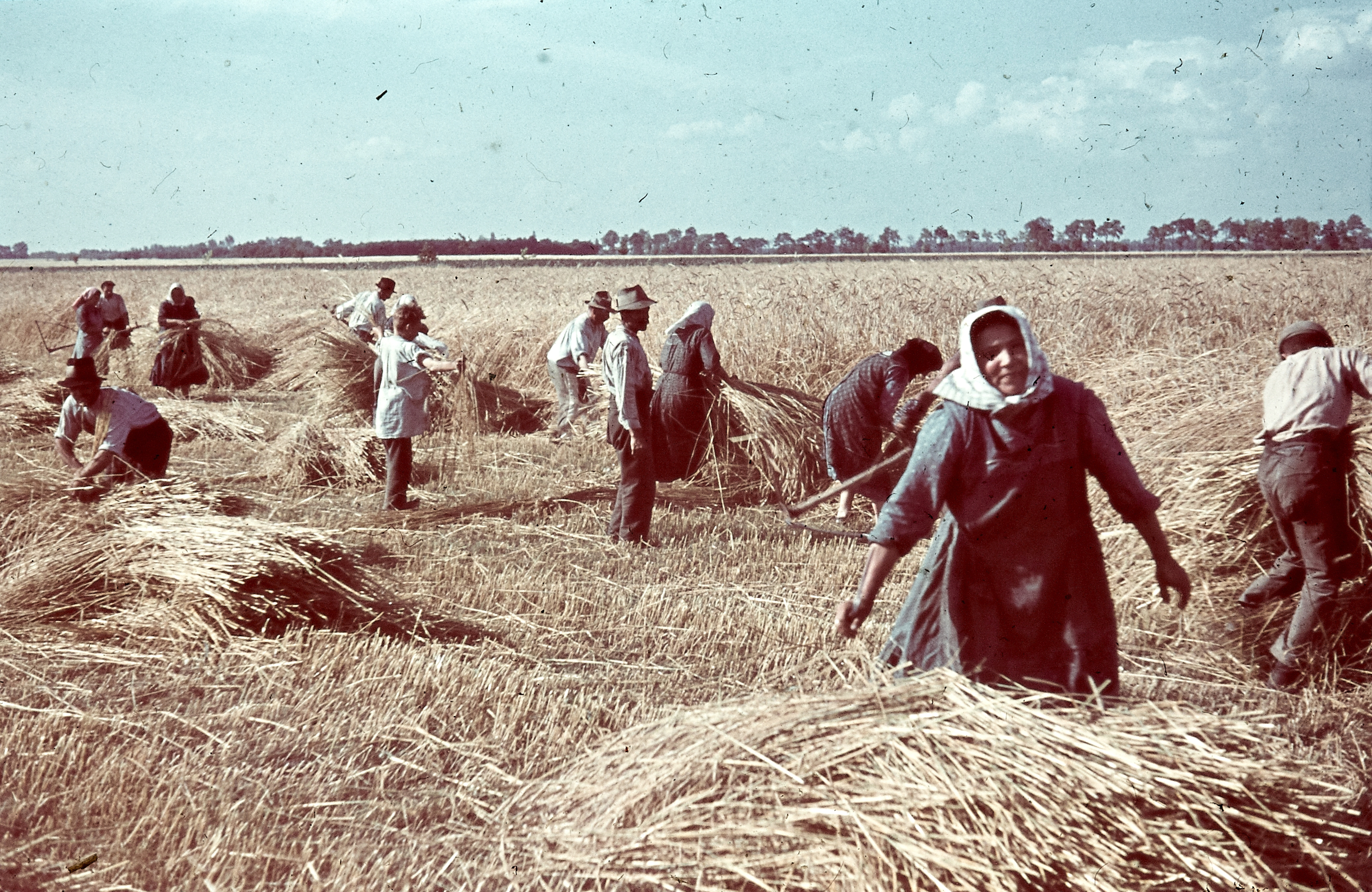
Champ de blé en Hongrie (1941).

On appelle « grenier » une région ou un pays
qui, en raison de la richesse du sol et du climat favorable, produit en grandes quantités du blé  ou d'autres céréales et peut en exporter dans les régions ou les pays voisins.
En raison de leur capacité de production agricole, ces régions peuvent être l'objet de conflits politiques féroces pouvant même se transformer en véritables conflits militaires, comme la région de la Haute Mésopotamie (al-Jazira) en Syrie, pendant la guerre civile syrienne (2011-présent), ou l'Ukraine pendant la Seconde Guerre mondiale (1941-1944).

## Antiquité classique

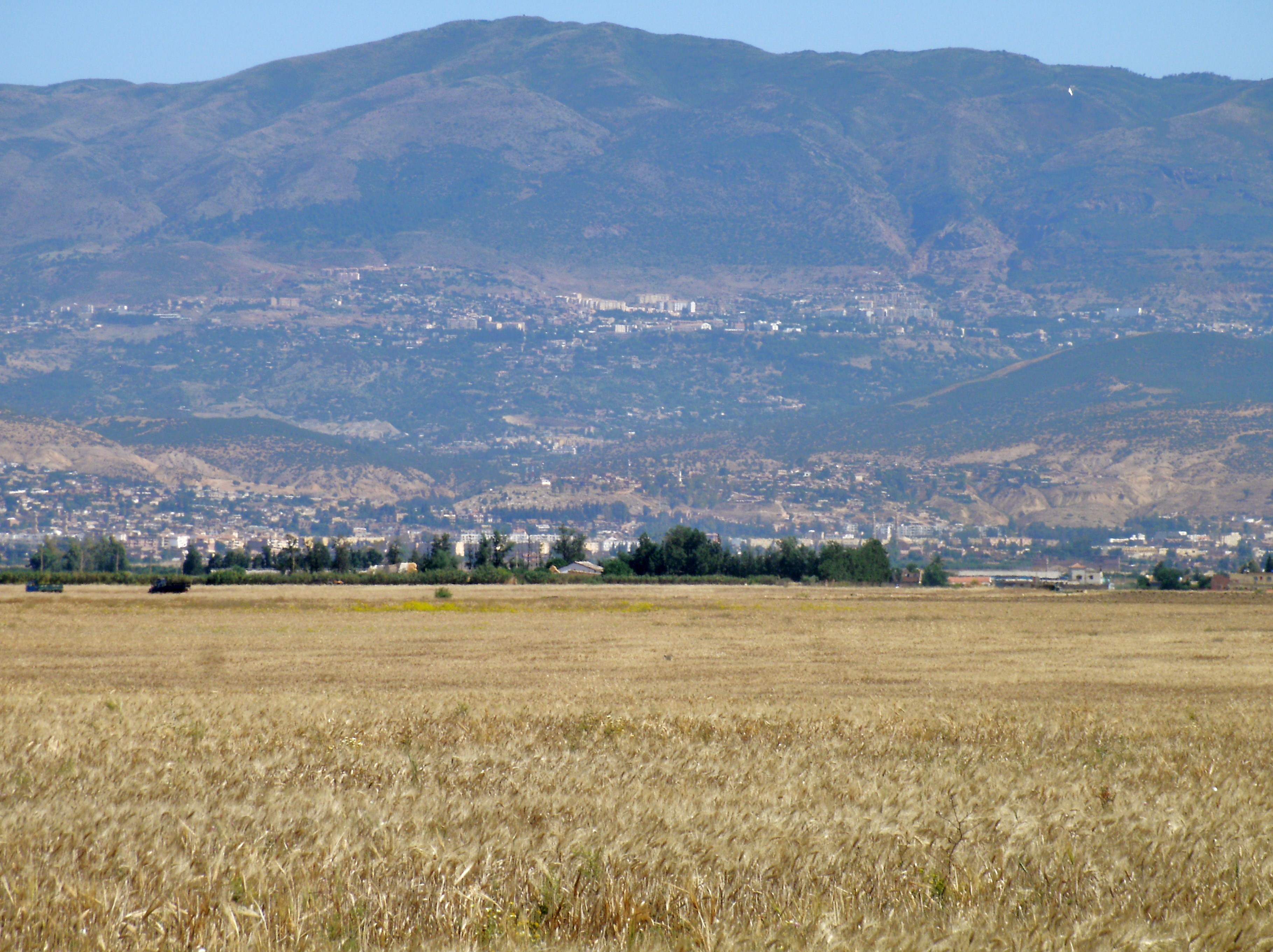
Champs de blé à Miliana (Algérie). Depuis l'époque de la Maurétanie romaine, le Maghreb était un grenier à blé pour le reste de la Méditerranée.

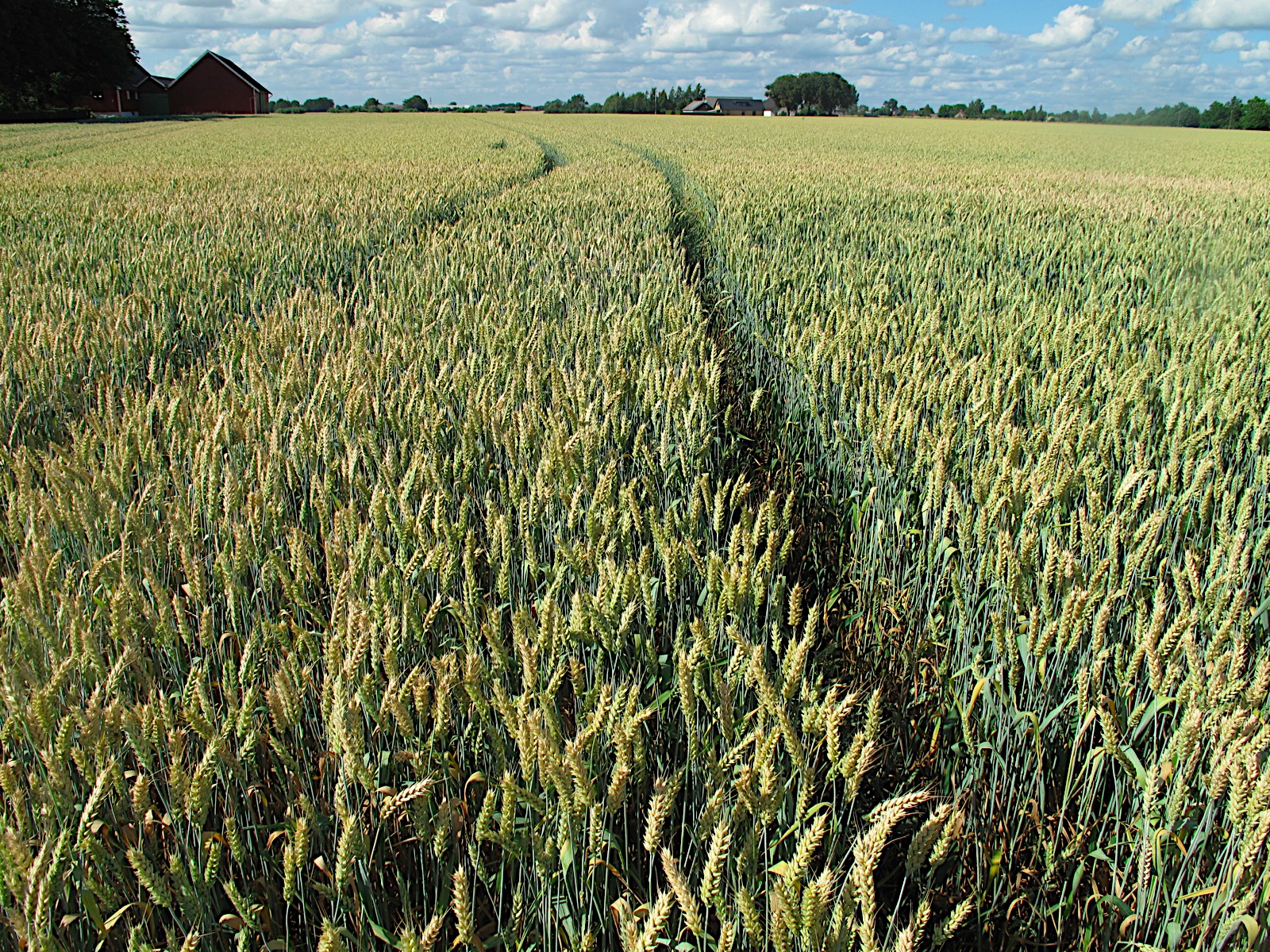
Champs de blé près de Lund en Scanie (Suède).

Dans l'Antiquité, la Sicile et l'Afrique étaient considérées comme les greniers de la République romaine. Plus tard, l'Égypte fut considérée comme le grenier de l'Empire romain. La Crimée était la source d'une grande quantité de céréales fournies aux cités-États grecques, en particulier Athènes.

## Europe

### Allemagne
La Prusse-Orientale était considérée comme le grenier du Reich allemand.

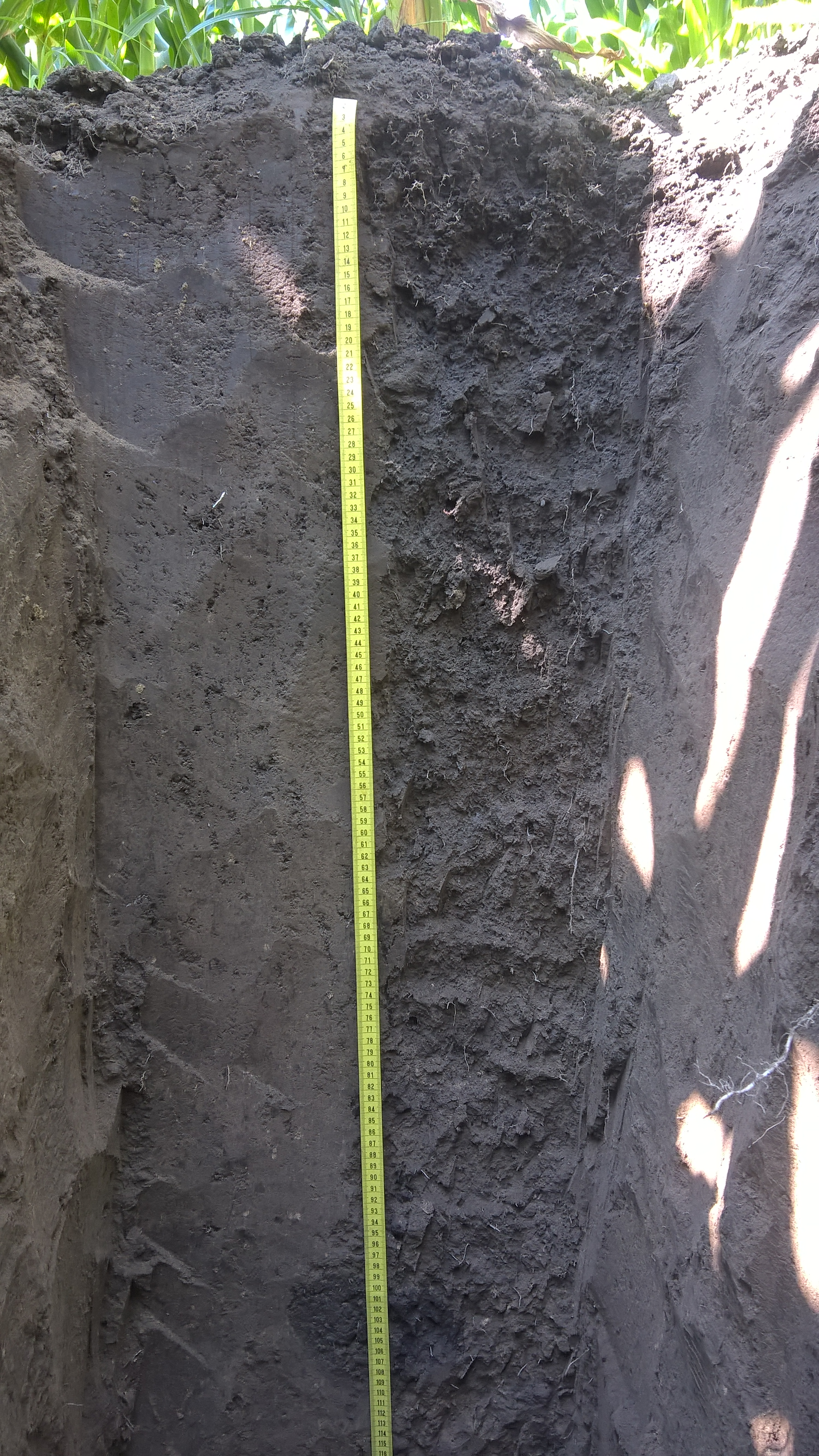
Profil pédologique de terre noire en Ukraine. Leur taux de matière organique voisin de 10 % contribue à en faire les meilleures terres à céréales du monde.

### France

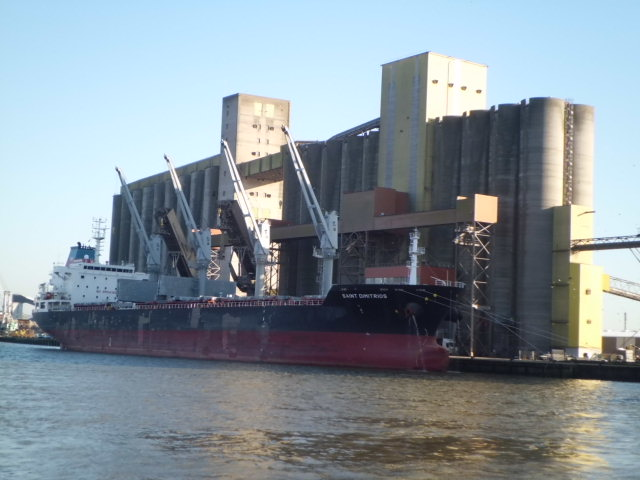
Navire céréalier en charge au Grand port maritime de Rouen, situé dans la principale région céréalière d'Europe occidentale et premier port de l'Union européenne pour les exportations de céréales.

La plaine de Beauce, dans le centre-nord de la France (près d'Orléans et Paris), est connue comme « le grenier à blé de la France ». Cette qualification peut être aujourd'hui appliquée au Bassin Parisien dans son ensemble dont les céréales sont en grande partie exportées par le port de Rouen.

### Royaume-Uni
L'Angleterre orientale, en particulier l'Est-Anglie, la vallée de York et l'Angleterre du Sud-Est sont considérées comme les principales zones de production agricole du Royaume-Uni, c'est la raison pour laquelle ces régions été surnommées le « grenier à blé » du Royaume-Uni.

### Suède
La Scanie est considéré comme le « grenier à blé de la Suède ». Le rendement à l'hectare y est plus élevé que dans toute autre région de Suède et le sol est parmi les plus fertiles au monde. Les plaines scaniennes sont une ressource importante pour le reste du pays, car 25 à 95 % de la production totale de divers types de céréales proviennent de cette région.

### Ukraine et Russie

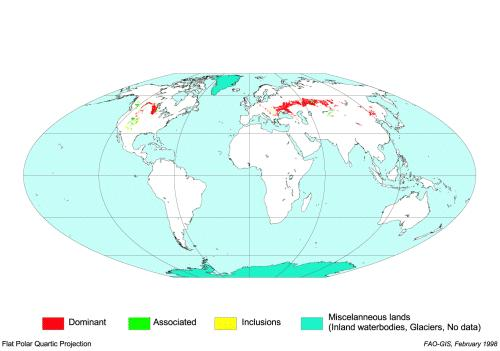
Répartition mondiale des terres noires (tchernoziom).

La Région centrale du tchernoziom (terres noires, chernosol dans le référentiel pédologique français) constituait également une grande partie de l'Empire Russe; actuellement c'est la Région économique du Centre-Tchernozem et l'Oblast d'Orel en Russie proprement dite ainsi que l'Ukraine orientale et centrale.

#### Histoire
À l'époque tsariste, les Provinces ukrainiennes de l'Empire russe étaient appelées « le grenier à blé de l'Empire ». Pendant l'ère soviétique, ce rôle est repris par la République socialiste soviétique
d'Ukraine. De façon inattendue, la région des terres noires est touchée par une famine extrèmement sévère en 1931-1933. Le caractère intentionnel voire génocidaire de cette famine reste discuté.

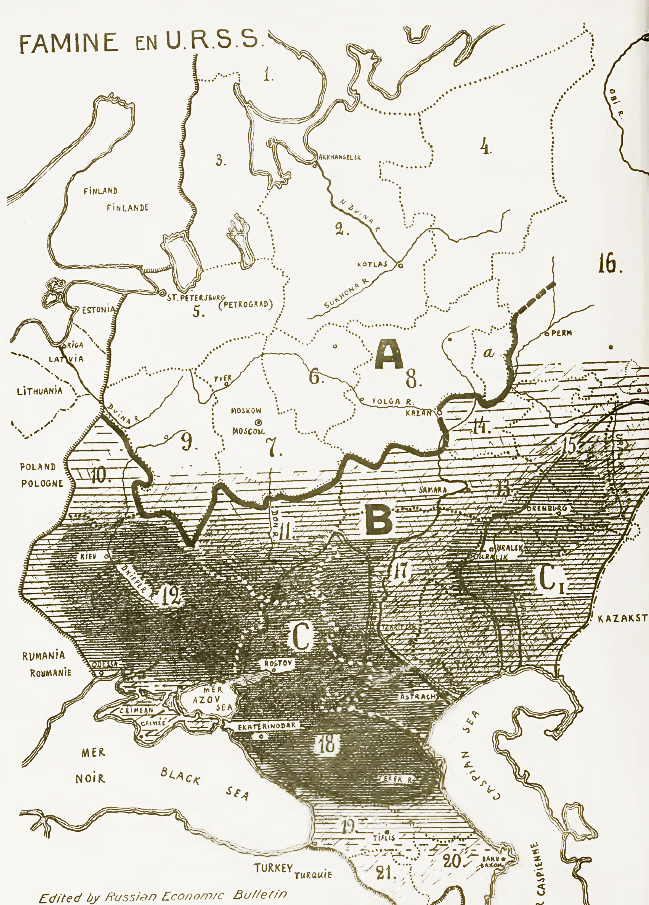
La carte des régions soumises au plus fort de la famine correspond à la fois aux Terres noires et aux anciennes régions des territoires ukrainiens et cosaques.

### Espagne
Historiquement, la région sud de l’Andalousie a été considérée comme « le grenier de l’Espagne »,. La conquête de l'Andalousie a non seulement marqué le succès de la Reconquista, mais a également fourni à la Monarchie hispanique la région agricole la plus fertile et la plus productive de la péninsule ibérique : la vallée du Guadalquivir.

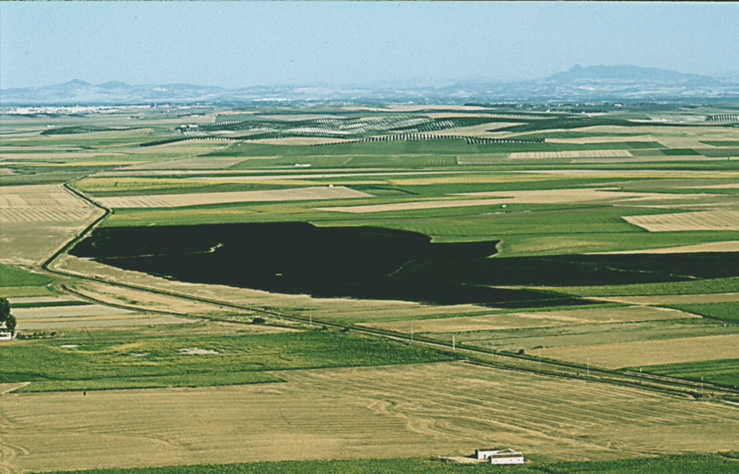
Carmona, Campiña de Sevilla (Campagne de Séville)

Portant le surnom bien mérité de « grenier de l'Espagne », l'adhésion de la grande vallée andalouse signifiait l'assurance d'un approvisionnement en céréales, notamment en blé, mais aussi en oliviers, vignes, orangers, canne à sucre, etc. auxquels seraient ensuite ajoutés du maïs, des fraises, des citrons, du riz, etc.
En 1826, Alexandre de Laborde commente :

« L'Andalousie est si abondante en blé qu'elle est à juste titre appelée « le grenier de l'Espagne », car sa récolte est deux fois supérieure à sa consommation.
L'Andalousie produit de nombreux vins exquis, c'est pourquoi ils sont considérés comme les caves les plus précieuses d'Espagne (...) Dans les royaumes de Grenade et de Séville, les vignes sont assez abondantes (...) La récolte des olives est si riche que prodigieuse en les quatre royaumes d'Andalousie (...) »

— Alexandre de Laborde (1826), Itinéraire descriptif des provinces d'Espagne
La communauté autonome de Castille-et-León a également été considérée comme le grenier de l'Espagne, puisque de grandes quantités de céréales sont cultivées sur ses terres, principalement en plus des vignes et des légumineuses. Dans les terres irriguées, les vergers de Valence et de Murcie se démarquent également, puisqu'on a toujours dit qu'en Espagne il n'y avait que deux vergers, celui de Valence et celui de Murcie. Almería, avec sa mer de plastique, est considérée comme le « verger de l'Europe ».